# Gura Văii (okręg Jassy)
Gura Văii – wieś w Rumunii, w okręgu Jassy, w gminie Strunga. W 2011 roku liczyła 73 mieszkańców.